# Станчу, Константин
Константи́н Ста́нчу (рум. Constantin Stanciu); 13 апреля 1911, Бухарест, Румыния — дата смерти неизвестна) — румынский футболист, нападающий, участник первого чемпионата мира по футболу.

## Биография
Большую часть карьеры Константин Станчу играл за клуб «Венус» из Бухареста. Провёл в его составе 62 матча в Дивизии A (высшей лиге чемпионата Румынии). Четыре года выступал за «Ювентус» из Бухареста.

В 1929 году дебютировал в сборной. Играл за Румынию в матчах Балканского кубка. Через год принял участие в первом чемпионате мира, проходившем в Уругвае, где отличился в матче против сборной Перу. После завершения чемпионата Станчу сыграл ещё в нескольких матчах, после чего завершил карьеру в сборной.
| Матчи и голы Константина Станчу за сборную Румынии | Матчи и голы Константина Станчу за сборную Румынии | Матчи и голы Константина Станчу за сборную Румынии | Матчи и голы Константина Станчу за сборную Румынии | Матчи и голы Константина Станчу за сборную Румынии | Матчи и голы Константина Станчу за сборную Румынии | Матчи и голы Константина Станчу за сборную Румынии |
| -------------------------------------------------- | -------------------------------------------------- | -------------------------------------------------- | -------------------------------------------------- | -------------------------------------------------- | -------------------------------------------------- | -------------------------------------------------- |
| №                                                  | Дата                                               | Место проведения                                   | Соперник                                           | Счёт                                               | Голы                                               | Турнир                                             |
| 1                                                  | 15 сентября 1929                                   | София, Болгария                                    | Болгария                                           | 3:2                                                | -                                                  | Товарищеский матч                                  |
| 2                                                  | 6 октября 1929                                     | Бухарест, Румыния                                  | Югославия                                          | 2:1                                                | -                                                  | Балканский Кубок 1929-31                           |
| 3                                                  | 4 мая 1930                                         | Белград, Югославия                                 | Югославия                                          | 1:2                                                | -                                                  | Товарищеский матч                                  |
| 4                                                  | 25 мая 1930                                        | Бухарест, Румыния                                  | Греция                                             | 8:1                                                | -                                                  | Балканский Кубок 1929-31                           |
| 5                                                  | 14 июля 1930                                       | Монтевидео, Уругвай                                | Перу                                               | 3:1                                                | 1                                                  | Чемпионат мира 1930                                |
| 6                                                  | 10 мая 1931                                        | Бухарест, Румыния                                  | Болгария                                           | 5:2                                                | 2                                                  | Балканский Кубок 1929-31                           |
| 7                                                  | 20 сентября 1931                                   | Орадя, Румыния                                     | Чехословакия                                       | 4:1                                                | 1                                                  | Кубок Центральной Европы (любит.)                  |
| 8                                                  | 4 октября 1931                                     | Будапешт, Венгрия                                  | Болгария                                           | 0:4                                                | -                                                  | Кубок Центральной Европы (любит.)                  |

Итого: 8 матчей / 4 гола; 6 побед, 0 ничьих, 2 поражения.